# Тараканово (Большесосновский район)
Тараканово — село в Большесосновском районе Пермского края. Входит в состав Левинского сельского поселения.

## География
Расположено на реке Буть, правом притоке реки Сива, примерно в 10 км к северу от административного центра поселения, села Левино, в 15 км к востоку от райцентра, села Большая Соснова.

## Население
| 2010 |
| ---- |
| 123  |

## Улицы[2]
- Колчанова ул.
- Молодёжная ул.
- Набережная ул.
- Речной пер.

## Топографические карты
- Лист карты O-40-74 Очёр. Масштаб: 1 : 100 000. Состояние местности на 1983 год. Издание 1984 г.